# Silenced By The Night
«Silenced By The Night» —en español: «Silenciado Por La Noche»— es una canción interpretada por la banda británica de rock alternativo Keane, incluido en su cuarto álbum de estudio, Strangeland. Fue lanzado en todo el mundo, como primer sencillo del álbum el 13 de marzo de 2012, a excepción del Reino Unido, donde se dio a conocer el 15 de abril de 2012. La canción fue escrita por Tim Rice-Oxley, Tom Chaplin, Richard Hughes y Jesse Quin, y producida por Dan Grech-Marguerat

## Lanzamiento
"Silenced by the night" iba a ser originalmente lanzada como sencillo comercial en los Estados Unidos, sin embargo, el sencillo fue lanzado en otros mercados internacionales el 13 de marzo de 2012 y en el Reino Unido el 15 de abril de 2012.

## Video musical
El vídeo musical para acompañar el lanzamiento de "Silenced by the night" fue lanzado por primera vez en Vevo en YouTube, el 4 de abril de 2012 con una duración total de tres minutos y treinta y un segundos. 
El clip fue dirigido por Christopher Sims y trata sobre una pareja haciendo un viaje por carretera a través de los EE. UU.

## Lista de canciones
- Descarga digital[1]

1. "Silenced by the Night" – 3:16

- Reino Unido – Descarga digital[2]

1. "Silenced by the Night" – 3:16
2. "Myth" – 4:55

- Descarga digital – remix[3]

1. "Silenced by the Night" (Alesso Remix) – 6:13

## Posicionamiento en listas
| Listas (2012)                         | Mejor posición |
| ------------------------------------- | -------------- |
| Bélgica (Flandes) (Ultratop 50)       | 28             |
| Bélgica (Valonia) (Ultratop 50)       | 14             |
| Escocia (The Official Charts Company) | 33             |
| España (Top 100 Canciones)            | 41             |
| Estados Unidos (Billboard Triple A)   | 15             |
| Francia (SNEP)                        | 146            |
| Irlanda (IRMA)                        | 58             |
| Japón (Japan Hot 100)                 | 27             |
| Países Bajos (Dutch Top 40)           | 21             |
| Reino Unido (Official Charts Company) | 46             |

## Historial de lanzamientos
| País            | Lanzamiento         | Formato                         | Discográfica       |
| --------------- | ------------------- | ------------------------------- | ------------------ |
| Edición mundial | 13 de marzo de 2012 | Descarga digital                | Island Records     |
| Estados Unidos  | 26 de marzo de 2012 | Adult alternative radio airplay | Interscope Records |
| Reino Unido     | 15 de abril de 2012 | Descarga digital                | Island Records     |
| Edición mundial | 11 de mayo de 2012  | Descarga digital — remix        | Refune Records     |